# 압둘라흐만 알자심
압둘라흐만 알자심(1987년 10월 14일 ~ , 아랍어: عبد الرحمن الجاسم)은 카타르의 축구 심판으로, 2013년부터 FIFA 국제 심판으로 활약하고 있다.

## 심판 경력
알자심은 2007년부터 축구 심판으로 활약했으며, 2013년에 FIFA 국제 심판이 됐다.
2013년에 중국 축구 협회의 초청을 받아 중국 슈퍼리그 2013에서 상하이 선신과 상하이 뤼디 선화의 2라운드 경기와 장쑤 쑤닝과 베이징 중허 궈안의 4라운드 경기의 주심을 맡았다.
2015년 4월 8일에 열린 수원 삼성 블루윙즈와 브리즈번 로어의 AFC 챔피언스리그 2015 조별 리그 경기에서 처음으로 국제 무대 주심을 맡았고, 2015년 6월 11일에 열린 사우디아라비아와 팔레스타인의 2018년 FIFA 월드컵 아시아 지역 2차 예선 경기에서 처음으로 국가대표팀 경기 주심을 맡았다. 2015년 FIFA U-17 월드컵에서 3, 4위전을 포함해 세 경기에서 주심을 맡았고, 2017년 FIFA U-20 월드컵에서 16강전 한 경기를 포함해 두 경기에서 주심을 맡았다.
2018년 FIFA 월드컵 오세아니아 지역 3차 예선에서 솔로몬 제도와 뉴질랜드의 플레이오프 경기 주심을 맡았으며, 2018년 FIFA 월드컵에 아시아 축구 연맹에서는 유일하게 비디오 판독심으로 참가했다.
2019년 AFC 아시안컵에 주심으로 참가해 8강전 한 경기를 포함해 네 경기를 맡았다.

### FIFA U-17 월드컵
2015년 FIFA U-17 월드컵
- 2015년 10월 17일:  칠레 -  크로아티아 (A조)
- 2015년 10월 24일:  에콰도르 -  벨기에 (D조)
- 2015년 11월 8일:  벨기에 -  멕시코 (3위 결정전)

### AFC 아시안컵
2019년 AFC 아시안컵
- 2019년 1월 8일:  이라크 -  베트남 (D조)
- 2019년 1월 16일:  대한민국 -  중화인민공화국 (C조)
- 2019년 1월 21일:  오스트레일리아 -  우즈베키스탄 (16강전)
- 2019년 1월 24일:  중화인민공화국 -  이란 (8강전)